# 鍾元
鍾元（?—?），表字寧君，西汉颍川郡（治今河南省禹州市）人，汉平帝时廷尉、尚书令。

## 生平
元始三年（3年）鍾元为尚书令，领廷尉（当时的官称是大理）。他的弟弟鍾威为颍川郡掾，非法藏有千金。何並为颍川郡太守，见到廷尉鍾元时告诉了这件事。鍾元免冠请求为弟弟请减罪一等，愿早受髡钳的刑罚。何並回答：“罪在令弟身犯王法，不在于太守。”鍾元害怕，驰告兄弟。鍾威所犯的罪责多在大赦前，何並想把他驱使入函谷关，结果鍾威依仗他哥哥的势力，在雒阳停留，被何並的属吏格杀。他的头颅和罪状悬挂在闹市上。